# Carl Borromäus Führich
Carl Borromäus Führich, křtěný Carl Raphael, jinak též Karl Führich; (24. října 1865, Jemnice – 30. dubna 1959, Vídeň) byl rakouský skladatel a dirigent.

## Biografie
Vystudoval konzervatoř v rámci Vídeňské společnosti přátel hudby (absolvoval 1877), byl studentem Antona Brucknera (varhany), Wilhelma Schennera (klavír) a Franze Krenna (kompozice). Působil jako klavírista a organista. Od roku 1891 působil ve sboru vídeňské Akademii zpěvu. Mezi lety 1891 a 1942 působil jako sbormistr piaristů ve Vídni. Mnoho let také vedl amatérský sbor rakouských železnic, za svoji práci získal čestnou medaili a na rohu vídeňských ulic Vaaggasse a Scheffergasse byla instalována pamětní deska Karla Führicha. V roce 1925 se stal čestným občanem města Vídně, podle jiných zdrojů se měl čestným občanem stát 20. listopadu 1925. Byl pohřben na vídeňském Centrálním hřbitově.

## Dílo
Byl autorem oper "Anděl" a "Dluh lásky" (německy Liebesschuld), komponoval také různé náboženské sborové práce.